# هانس یواخیم پوچشتاین
هانس یواخیم پوچشتاین (انگلیسی: Hans-Joachim Pochstein; ۳۰ اکتبر ۱۹۵۲ – ۵ ژوئن ۱۹۹۱) بازیکن فوتبال اهل آلمان بود.
از باشگاه‌هایی که در آن بازی کرده‌است می‌توان به باشگاه فوتبال بوخوم اشاره کرد.